# Delia clavata
Delia clavata este o specie de muște din genul Delia, familia Anthomyiidae, descrisă de Griffiths în anul 1993. Conform Catalogue of Life specia Delia clavata nu are subspecii cunoscute.